# أورلي ليفي أبوقسيس
اورلي ليفي (بالعبرية: אורלי לוי-אבקסיס، من مواليد 11 نوفمبر 1973) سياسية إسرائيلية تشغل حاليا منصب عضو مستقل في الكنيست، بعد أن استقالت من حزب إسرائيل بيتنا في عام 2016.و هي ابنة السياسي الإسرائيلي دافيد ليفي.